# Domenico Bovone
Domenico Bovone (Bosco Marengo, 13 dicembre 1903 – Roma, 17 giugno 1932) è stato un antifascista italiano.

## Biografia
Bovone era affiliato alla Concentrazione antifascista di Parigi, a capo di un’organizzazione collegata a Giustizia e Libertà. Dal 1931 diffonde stampa di quell’organizzazione.
Al nome di questo semi sconosciuto antifascista piemontese, si deve un caso che scosse l'Italia negli anni '30 del Novecento. Infatti, il 5 settembre 1931, nella casa del Bovone avvenne un'esplosione che ne uccise la madre e portò la polizia al rinvenimento di altro materiale esplosivo sia nella casa sia in un mulino a Rivarolo Ligure di proprietà dello stesso Bovone. Apparve subito chiaro alle autorità di pubblica sicurezza (anche per il ritrovamento di dispositivi esplosivi a orologeria) che il Bovone era implicato in attività terroristiche che, peraltro, lo stesso, sottoposto a interrogatorio, ammise di aver compiuto.
Insieme con il materiale esplosivo, furono rinvenuti documenti che lo collegavano col fuoriuscitismo antifascista e sorse subito il sospetto che il materiale esplodente fosse destinato a un attentato contro Mussolini. Sospettato di appartenere ad un'organizzazione antifascista di orientamento repubblicano e di complottare contro la vita del Presidente del Consiglio, Domenico Bovone fu condannato a morte dal Tribunale Speciale, condanna eseguita a Roma il 17 giugno 1932.